# Livry (Calvados)
Livry era una comuna francesa situada en el departamento de Calvados, de la región de Normandía, que el 1 de enero de 2017 pasó a ser una comuna delegada de la comuna nueva de Caumont-sur-Aure al fusionarse con las comunas de Caumont-l'Éventé y La Vacquerie.

## Demografía
| Gráfica de evolución demográfica de Livry entre 1800 y 2014 |
|                                                             |

Los datos demográficos contemplados en este gráfico de la comuna de Livry se han cogido de 1800 a 1999 de la página francesa EHESS/Cassini, y los demás datos de la página del INSEE.